# ロンカイン
ロンカイン（ベトナム語：Thành phố Long Khánh / 城庯隆慶）はベトナムのドンナイ省にある都市である。人口は2019年時点で245,040人、面積は191.75km2である。

## 行政区画
11坊4社から構成される。
- バオヴィン坊（Bảo Vinh / 保榮）
- バウセン坊（Bàu Sen / 泡蓮）
- フービン坊（Phú Bình / 富平）
- スオイチェ坊（Suối Tre / 水椥）
- スアンアン坊（Xuân An / 春安）
- スアンビン坊（Xuân Bình / 春平）
- スアンホア坊（Xuân Hòa / 春和）
- スアンラップ坊（Xuân Lập / 春立）
- スアンタン坊（Xuân Tân / 春新）
- スアンタイン坊（Xuân Thanh / 春清）
- スアンチュン坊（Xuân Trung / 春中）
- バオクアン社（Bảo Quang / 保光）
- バウチャム社（Bàu Trâm / 泡簪）
- ビンロック社（Bình Lộc / 平祿）
- ハンゴン社（Hàng Gòn / 杭棍）

座標: 北緯10度56分24秒 東経107度14分29秒 / 北緯10.94000度 東経107.24139度